# David Gumuș
David Markovici Gumuș (în rusă Давид Маркович Гумуш; n. 1899 – d. 1980, Sevastopol, RSS Ucraineană, URSS) a fost un specialist în istorie locală⁠(d) și traducător sovietic, precum și o personalitate a comunității caraite⁠(d) din Crimeea.

## Biografie
S-a născut în anul 1899 într-o familie caraită. A absolvit în 1918 cursurile Școlii Teologice Caraite „Alexandru al III-lea”⁠(d) din Ievpatoria, ca elev al profesorilor Ș. M. Tiro și A. I. Katîk⁠(d). Dorind să-și continue studiile, a intrat, împreună cu colegul său de la școala teologică M. I. Avah, în clasa a VII-a a Gimnaziului de stat pentru băieți din Ievpatoria, pe care l-a absolvit în anul 1920.
S-a alăturat mișcării educaționale caraite în anii 1960, după ce s-a pensionat. Împreună cu S. I. Kușul⁠(d), B. Ia. Kokenai⁠(d), S. M. Șapșal⁠(d) și alții, a inițiat o încercare de a revitaliza și de a face cunoscut aspectul fostei organizații comunitare prin studierea istoriei comunității caraite și conservarea vechilor monumente caraite. S-a implicat în activitatea de colectare de materiale despre istoria, etnografia și folclorul comunității caraite, a purtat corespondență cu cercetători, oameni de știință, redactori ai publicațiilor periodice și reprezentanți ai organizațiilor guvernamentale și științifice. A fost unul dintre puținii reprezentanți ai elitei caraite care cunoșteau cultul religios și vorbeau limba ebraică și a devenit cunoscut pentru traducerile operelor lui A. S. Firkovici⁠(d), I.-S. Luțki și E. Deinard⁠(d). În numele conducerii Departamentului Crimeea⁠(d) al Institutului de Arheologie al Academiei de Științe a RSS Ucrainene⁠(d), el a tradus în limba rusă lucrarea Sefer Avne Zikaron (Сефер Авнэ-Зикарон. Сборник надгробных Еврейских надписей на Крымском полуострове, собранных учёным караимом Авраамом Фирковичем, Vilnius, 1872) a lui Avraam Firkovici. Publicarea acestei traduceri a fost discutată în corespondență cu oamenii de știință de la Biblioteca Publică de Stat „M.E. Saltîkov-Șcedrin” și de la Academia de Științe a RSS Ucrainene. De asemenea D. M. Gumuș a tradus lucrarea Toledot Aben Reșef (Varșovia, 1875) a lui Ephraim Deinard, dedicată biografiei lui A. S. Firkovici. A mai tradus, printre altele, biografia rabinului Isaak ben Șelomo⁠(d), scrisă de gahamul carait B. S. Babovici⁠(d), fragmente din cărțile Or ha-Levan de Isaak ben Șelomo, Bene Reshef de Pereț Smolenskin⁠(d), scrisori de la I. I. Kazas⁠(d), T. S. Levi-Babovici⁠(d), Ia. M. Kokenai.
La sfârșitul anilor 1960, a încercat să descifreze inscripțiile ebraice de pe tencuiala „Bazilicii din 1935⁠(d)” din Chersonesos. Cu toate acestea, din cauza slabelor sale cunoștințe de paleografie evreiască și grecească, toate variantele pe care le-a propus pentru citirea graffiti-ului s-au dovedit a fi incorecte.
D. M. Gumuș a fost autorul mai multor articole despre istoria și cultura comunității caraite⁠(d). În cadrul colaborării cu arheologul Evgheni Vladimirovici Veimarn⁠(d) și cu Departamentul Crimeea al Institutului de Arheologie al Academiei de Științe a RSS Ucrainene a scris articolul „Мангуп и караимы” („Mangop și caraiții”), în care a introdus pentru prima dată în circulația științifică „Cântecul din Mangop⁠(d)” (Мангуп тюркюси) al comunității caraite, asociat cu abandonarea acestui oraș de către caraiți. Mai sunt cunoscute articole: „О караимских памятниках” („Despre monumentele caraite”), „Караимское кладбище Мангупа” („Cimitirul carait din Mangop”). Articolul „Вся его жизнь поиск” („Toată viața lui a fost o căutare”) a fost scris ca o reacție la materialul TASS despre A. S. Firkovici⁠(d) în ziarul Krîmskaia Pravda (Крымская правда).
A murit în anul 1980 la Sevastopol.

## Patrimoniul
Arhiva lui D. M. Gumuș, care a rămas după moartea sa, a fost transferată în august 1998 de nepotul său, Mihail, la Asociația Caraiților Crimeeni „Fidan” din Sevastopol. Sistematizarea materialelor de arhivă a fost realizată de membrii comunității caraite și de istorici specializați. Materialele sunt împărțite în mai multe grupe: materiale folclorice, lucrări și manuscrise ale altor autori, informații biografice despre caraiții care au participat la evenimente istorice (Războiul Ruso-Turc, Războiul Civil Rus, Revoluția din Octombrie și primii ani ai puterii sovietice, Marele Război pentru Apărarea Patriei etc.), cărți, copii ale articolelor rare despre istoria și etnografia caraiților, documente fotografice, corespondență personală cu diverse organizații, muzee, arhive și biblioteci din Uniunea Sovietică. Arhiva lui D. M. Gumuș a fost digitalizată în anii 2015-2016 de către Societatea Cultural-Națională a Caraiților din Sevastopol „Fidan” cu ajutorul fondurilor acordate de organizațiile non-profit cu orientare socială din orașul Sevastopol.
Manuscrisul lui D. M. Gumuș ce conține însemnări cu privire la descifrarea și interpretarea inscripțiilor de pe frescele „Basilicii din 1935”, datat 1970, se păstrează în arhivele Muzeului Rezervației Naționale „Chersonesul Tauric”.